# 게오르크 칸토어
게오르크 페르디난트 루트비히 필리프 칸토어(독일어: Georg Ferdinand Ludwig Philipp Cantor [ˈɡeɔʁk ˈfɛʁdinant ˈluːtvɪç ˈfɪlɪp ˈkantɔʁ], 1845년 3월 3일 ~ 1918년 1월 6일)는 러시아에서 태어난 독일의 수학자이다. 무한 집합에 대한 연구로 현대 수학의 기반이 되는 기초적 집합론을 창시하였다.

## 생애

### 유년

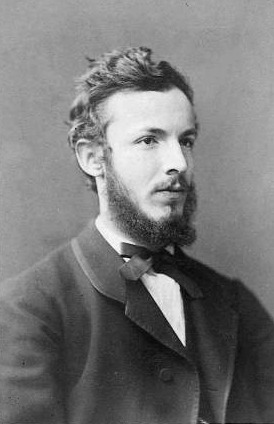
젊은 시기의 칸토어

1845년 3월 3일 (율리우스력 2월 19일) 러시아 상트페테르부르크에서 독일인 가족에게 태어났다. 칸토어는 6명의 자녀 가운데 맏이었다. 아버지는 주식 투자가였고, 외할아버지 프란츠 뵘(독일어: Franz Böhm)은 러시아 제국 오케스트라의 단원이었다.
칸토어 가족은 1856년 칸토어가 11세 되었을 때 아버지의 병으로 인하여 러시아의 겨울을 피해 독일 비스바덴으로 이사하였고, 그 뒤 곧 다시 프랑크푸르트로 이사하였다.
칸토어는 1860년 다름슈타트 고등학교(독일어: Realschule)를 졸업하였고, 1862년에 취리히 연방 공과대학교에 입학하였다. 1863년에 베를린 훔볼트 대학교로 전학하여 레오폴트 크로네커와 카를 바이어슈트라스, 에른스트 쿠머 등의 강의를 수강하였다. 1866년 여름은 괴팅겐 대학교에서 보냈다. 1867년에 베를린 훔볼트 대학교에서 수론에 대한 논문으로 박사 학위를 받았다.
1869년에 할레-비텐베르크 대학교에서 하빌리타치온을 수여받았고, 연구원(독일어: Privatdocent)이 되었다.

### 성년
1872년에 할레-비텐베르크 대학교의 조교수가 되었고, 1874년에 발리 구트만(Vally Guttmann)과 결혼하여 총 6명의 자녀를 두었다. 1879년에 34세의 나이에 정교수로 승진하였다.
칸토어는 베를린 훔볼트 대학교로 이전하려 하였으나, 베를린의 레오폴트 크로네커는 칸토어를 매우 싫어하였으므로 이는 무산되었다. 크로네커는 수학의 구성주의를 지향하였는데, 칸토어의 집합론은 구성주의와 철학적으로 정반대되었기 때문이었다.
1881년에 칸토어는 할레-비텐베르크 대학교 교수직을 리하르트 데데킨트에게 수여하려 하였으나 데데킨트는 이를 거부하였다. 이후 칸토어와 데데킨트는 1882년에 모든 서신을 중단하게 되었다. 칸토어는 예스타 미타그레플레르와도 서신을 교환하였으나, 미타그레플레르는 1885년에 칸토어의 논문의 철학적 함의에 반감을 표의하였고, 이 때문에 칸토어와 미타그레플레르와의 관계 또한 중단되었다.

### 말년과 사망
칸토어는 1884년에 여러 수학자들과 비판을 주고받다가 깊은 우울증 증세를 보여 병원에 입원하였는데, 퇴원한 뒤 칸토어는 수학을 기피하고 철학과 윌리엄 셰익스피어의 문학에 광적인 관심을 보였다. 그는 특히 윌리엄 셰익스피어의 작품으로 알려진 것들이 사실 프랜시스 베이컨의 작품이라는 가설에 매우 집착하였으며 수시로 관련 연구에 몰두하였다. 이후 회복한 칸토어는 1891년에 대각선 논법을 발표하기도 하였으나 신경증은 계속하여 재발하였고 1899년과 1903년에 다시 병원에 입원하게 되었다. 할레 대학교는 칸토어가 정신병원에 입퇴원을 반복하는 와중에도 교수직을 유지할 수 있도록 도움을 주었다.
그의 병은 특히 말년에 심해져 여러 망상적인 주제에 집착하기에 이르렀는데, 그는 스스로를 신성한 임무를 가진 자로 여기고 (실제로 크로네커에게 공격받은 전력이 있지만) 다른 학자들이 자신을 중상모략하고 있다며 이상행동을 보이기도 했다. 1904년 쾨니그 줄러에 의해 칸토어의 집합론의 핵심 개념이었던 정렬 정리의 "반증"이 발표되자 (이후 오류가 발견되었지만) 칸토어는 큰 충격을 받아 '신의 존재를 의심'하기도 했다고 전해진다. 칸토어는 이후 매 2~3년마다 입원을 반복하였다.
결국 1913년에 할레-비텐베르크 대학교에서 은퇴한 칸토어는 제1차 세계 대전(1914~1918) 시기 동안 궁핍과 영양 부족에 시달렸다. 1917년에 마지막으로 할레의 정신병원에 입원한 칸토어는 계속해서 아내에게 퇴원시켜 줄 것을 요청하는 편지를 보내다가 1918년 1월 6일 심장마비로 병원 내에서 사망하였다. 그의 묘비에는 "수학의 본질은 그것이 갖는 자유로움에 있다(Das Wesen der Mathematik liegt in ihrer Freiheit)"는 그가 언급한 말이 쓰여 있다.

## 주요 업적

실수의 개수가 자연수의 개수보다 많음을 증명한 대각선 논법

칸토어는 무한에 대한 생각을 바탕으로 집합론의 기초를 세우는 데에 있어서 매우 큰 역할을 하였다고 평가된다. 그는 집합 사이의 일대일 대응의 중요성을 확립하고, 집합의 크기에 대한 연구로 무한 집합과 정렬 집합을 정의하였다.
칸토어는 무한 집합끼리도 그 크기가 서로 다를 수 있다는 것을 알아차렸고 대각선 논법을 통해 자연수보다 실수의 개수가 더 많음을 증명하였다. 또한 칸토어의 정리는 집합과 멱집합 사이에 일대일대응이 불가능하다는 것을 보여 "무한의 무한성"의 존재를 암시한다. 초한수에 관한 칸토어의 이론은 당대 유명한 수학자들의 거센 반대에 부딪혔으나, 현대의 대다수 수학자들은 그의 초한수에 대한 결과를 받아들이며 칸토어의 이론은 현대의 수학기초론의 핵심을 이루고 있다. 다비트 힐베르트는 "아무도 우리를 칸토어가 만들어낸 낙원에서 쫓아낼 수 없다"(Aus dem Paradies, das Cantor uns geschaffen, soll uns niemand vertreiben können.)고 표현하기도 했다.
그는 연속체 가설을 고안하여 직관적으로 참이라 믿고 수년 간 그 증명에 힘을 쏟기도 했으나 성공하지는 못했다. 이후 연속체가설은 체르멜로-프렝켈 집합론 체계에서 반증과 증명이 불가능하여 독립적임이 각각 쿠르트 괴델과 폴 코언에 의해 증명되었다.

## 주요 저서
- Cantor, Georg (1874), “Ueber eine Eigenschaft des Inbegriffes aller reellen algebraischen Zahlen” (PDF), 《Journal für die Reine und Angewandte Mathematik》 1874 (77): 258–262, doi:10.1515/crll.1874.77.258
- Cantor, Georg (1878), “Ein Beitrag zur Mannigfaltigkeitslehre”, 《Journal für die Reine und Angewandte Mathematik》 1878 (84): 242–258, doi:10.1515/crll.1878.84.242.
- Georg Cantor (1879). “Ueber unendliche, lineare Punktmannichfaltigkeiten (1)”. 《Mathematische Annalen》 15 (1): 1–7. doi:10.1007/bf01444101.
- Georg Cantor (1880). “Ueber unendliche, lineare Punktmannichfaltigkeiten (2)”. 《Mathematische Annalen》 17 (3): 355–358. doi:10.1007/bf01446232.
- Georg Cantor (1882). “Ueber unendliche, lineare Punktmannichfaltigkeiten (3)”. 《Mathematische Annalen》 20 (1): 113–121. doi:10.1007/bf01443330.
- Georg Cantor (1883). “Ueber unendliche, lineare Punktmannichfaltigkeiten (4)”. 《Mathematische Annalen》 21 (1): 51–58. doi:10.1007/bf01442612.
- Georg Cantor (1883). “Ueber unendliche, lineare Punktmannichfaltigkeiten (5)”. 《Mathematische Annalen》 21 (4): 545–591. doi:10.1007/bf01446819. Published separately as: Grundlagen einer allgemeinen Mannigfaltigkeitslehre.
- Georg Cantor (1891). “Ueber eine elementare Frage der Mannigfaltigkeitslehre” (PDF). 《Jahresbericht der Deutschen Mathematiker-Vereinigung》 1: 75–78.
- Cantor, Georg (1895). “Beiträge zur Begründung der transfiniten Mengenlehre (1)” (PDF). 《Mathematische Annalen》 46 (4): 481–512. doi:10.1007/bf02124929. 2014년 4월 23일에 원본 문서 (PDF)에서 보존된 문서.
- Cantor, Georg (1897). “Beiträge zur Begründung der transfiniten Mengenlehre (2)”. 《Mathematische Annalen》 49 (2): 207–246. doi:10.1007/bf01444205.
- Cantor, Georg (1932),  Ernst Zermelo, 편집., 《Gesammelte Abhandlungen mathematischen und philosophischen inhalts》, Berlin: Springer, February  3, 2014에 원본 문서에서 보존된 문서. Almost everything that Cantor wrote. Includes excerpts of his correspondence with Dedekind (p. 443–451) and Fraenkel's Cantor biography (p. 452–483) in the appendix.

## 참고 문헌
- Dauben, Joseph W. (1977년 1월). “Georg Cantor and Pope Leo XIII: Mathematics, Theology, and the Infinite”. 《Journal of the History of Ideas》 (영어) 38 (1): 85–108. ISSN 0022-5037. JSTOR 2708842.
- Dauben, Joseph W. (1979). 《Georg Cantor: his mathematics and philosophy of the infinite》 (영어). Boston: Harvard University Press. ISBN 978-0-691-02447-9.
- Dauben, Joseph W. (2004). “Georg Cantor and the battle for transfinite set theory”. 《Journal of the Association of Christians in the Mathematical Sciences》 (영어) 2004. 2015년 1월 8일에 원본 문서에서 보존된 문서. 2015년 1월 4일에 확인함.
- Grattan-Guinness, Ivor (1971). “Towards a Biography of Georg Cantor”. 《Annals of Science》 (영어) 27: 345–391. doi:10.1080/00033797100203837.
- Purkert, Walter; Hans Joachim Ilgauds (1985). 《Georg Cantor: 1845 – 1918》. Vita Mathematica (독일어) 1. Birkhäuser. doi:10.1007/978-3-0348-7411-3. ISBN 978-3-0348-7412-0.
- Tapp, Christian (2005). 《Kardinalität und Kardinäle. Wissenschaftshistorische Aufarbeitung der Korrespondenz zwischen Georg Cantor und katholischen Theologen seiner Zeit》. Boethius (독일어) 53. 슈투트가르트: Franz Steiner Verlag. ISBN 978-3-515-08620-2. ISSN 0523-8226.

## 같이 보기
- 알레프 수
- 연속체 가설
- 초한수